# إيفايلو نايدينوف
إيفايلو نايدينوف (بالبلغارية: Ивайло Найденов)‏ (22 مارس 1998 بصوفيا في بلغاريا - ) هو لاعب كرة قدم بلغاري في مركز الوسط.

## روابط خارجية
- إيفايلو نايدينوف على موقع قاعدة بيانات كرة القدم.إي يو (الإنجليزية)
- إيفايلو نايدينوف على موقع Soccerway.com (الإنجليزية)